# KJ 심슨

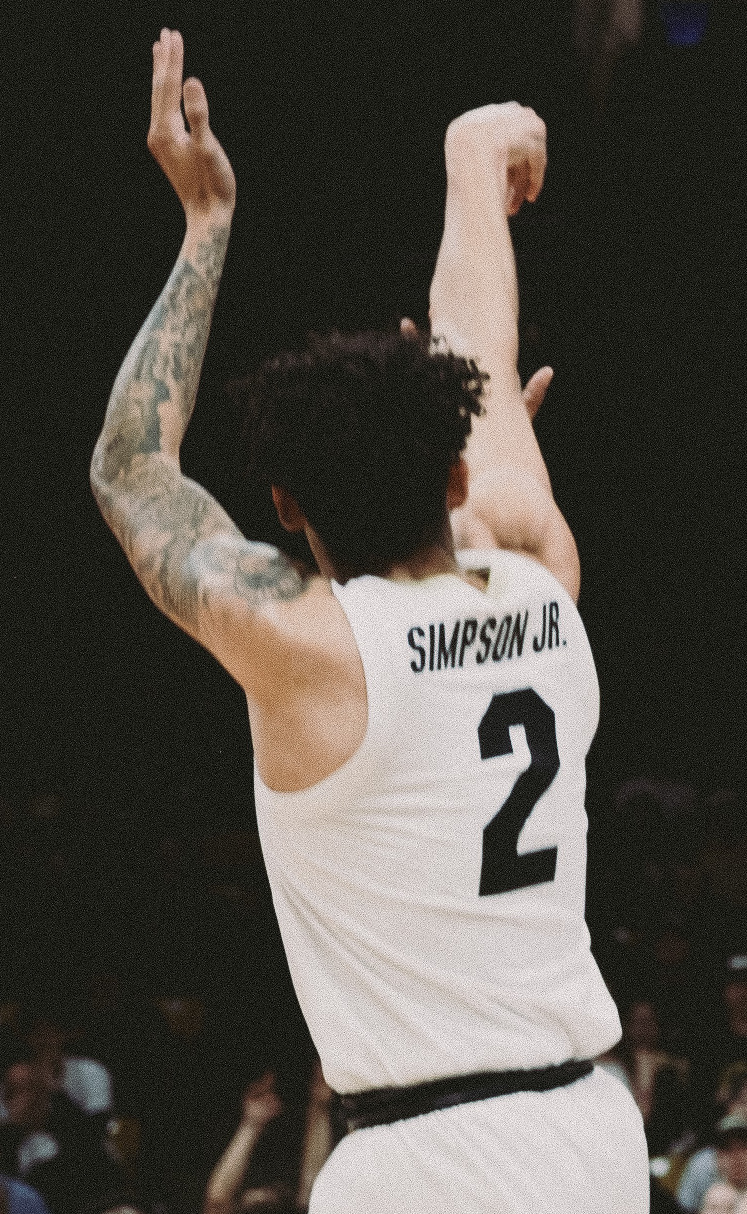

KJ 심슨(KJ Simpson, 본명: Kenneth "KJ" Simpson Jr., 2002년 8월 8일 ~ )는 NBA G 리그의 그린즈버러 스웜과 양방향 계약을 맺은 NBA(전미 농구 협회)의 샬럿 호니츠 소속의 미국 농구 선수이다. 콜로라도 버팔로스에서 대학 농구를 했다.

## 어린 시절과 고등학교 경력
심슨은 로스앤젤레스 파노라마시티에서 자랐으며 샤미네이드 대학 예비 학교(Chaminade College Preparatory School)에 다녔다. 그는 4성급 신입 선수로 평가받았으며 처음에는 애리조나에서 대학 농구를 하는 데 전념했다. 애리조나주 감독 숀 밀러가 해고된 후 심슨은 국가 의향서에서 석방을 요청하고 승인을 받아 채용을 재개했다. 그는 결국 콜로라도에서 뛰기로 계약했다.

## 대학 경력
심슨은 콜로라도 버팔로스(Colorado Buffaloes)에서 뛰는 첫 시즌 동안 경기당 평균 7.4득점을 기록하고 전체 어시스트와 도루 부문에서 팀을 이끌었던 후 팩-12 콘퍼런스 올 프레시맨(Conference All-Freshman) 팀에 지명되었다. 그는 2학년 때 경기당 평균 15.9득점, 4.3리바운드, 3.8어시스트, 1.5스틸을 기록하며 2군 올-팩-12(All-Pac-12)에 이름을 올렸다.
주니어 시절 심슨은 1군 All-Pac-12에 지명되어 이번 시즌 팀 최고 득점인 19.7득점과 3점슛 성공률 43%를 기록했다. 7번 플로리다와의 2024년 NCAA 토너먼트 1라운드에서 심슨은 2초도 채 안 남은 상태에서 게임 우승 점퍼를 쳐서 102-100 승리를 확보했다.

## 전문 경력

### 샬럿 호니츠 (2024~현재)
2024년 6월 27일, 심슨은 2024 NBA 드래프트에서 샬럿 호니츠의 전체 42순위로 선정되었다. 2024년 7월 7일 심슨은 샬럿 호네츠와 양방향 계약을 체결했다.